# Peñalén
Peñalén es un municipio y localidad española de la provincia de Guadalajara, en la comunidad autónoma de Castilla-La Mancha. El término municipal tiene una población de 75 habitantes (INE 2024).

## Clima
| Parámetros climáticos promedio de Peñalén en el periodo 1967-1987                                                                                           | Parámetros climáticos promedio de Peñalén en el periodo 1967-1987 | Parámetros climáticos promedio de Peñalén en el periodo 1967-1987 | Parámetros climáticos promedio de Peñalén en el periodo 1967-1987 | Parámetros climáticos promedio de Peñalén en el periodo 1967-1987 | Parámetros climáticos promedio de Peñalén en el periodo 1967-1987 | Parámetros climáticos promedio de Peñalén en el periodo 1967-1987 | Parámetros climáticos promedio de Peñalén en el periodo 1967-1987 | Parámetros climáticos promedio de Peñalén en el periodo 1967-1987 | Parámetros climáticos promedio de Peñalén en el periodo 1967-1987 | Parámetros climáticos promedio de Peñalén en el periodo 1967-1987 | Parámetros climáticos promedio de Peñalén en el periodo 1967-1987 | Parámetros climáticos promedio de Peñalén en el periodo 1967-1987 | Parámetros climáticos promedio de Peñalén en el periodo 1967-1987 |
| Mes | Ene.                                                              | Feb.                                                              | Mar.                                                              | Abr.                                                              | May.                                                              | Jun.                                                              | Jul.                                                              | Ago.                                                              | Sep.                                                              | Oct.                                                              | Nov.                                                              | Dic.                                                              | Anual                                                             |
| --- | ----------------------------------------------------------------- | ----------------------------------------------------------------- | ----------------------------------------------------------------- | ----------------------------------------------------------------- | ----------------------------------------------------------------- | ----------------------------------------------------------------- | ----------------------------------------------------------------- | ----------------------------------------------------------------- | ----------------------------------------------------------------- | ----------------------------------------------------------------- | ----------------------------------------------------------------- | ----------------------------------------------------------------- | ----------------------------------------------------------------- |
| Temp. media (°C) | 3.5                                                               | 4.5                                                               | 6.6                                                               | 9.5                                                               | 13.5                                                              | 18.8                                                              | 23.9                                                              | 21.7                                                              | 16.1                                                              | 11.9                                                              | 6.5                                                               | 3.5                                                               | 11.7                                                              |
| Precipitación total (mm) | 80.0                                                              | 95.4                                                              | 74.3                                                              | 61.2                                                              | 109.4                                                             | 79.1                                                              | 24.6                                                              | 23.2                                                              | 47.2                                                              | 47.3                                                              | 81.0                                                              | 72.3                                                              | 794.9                                                             |
| Fuente: Ministerio de Agricultura, Alimentación y Medio Ambiente. Datos de precipitación para el periodo 1967-1987 y de temperatura en 1967-1981 en Peñalén |                                                                   |                                                                   |                                                                   |                                                                   |                                                                   |                                                                   |                                                                   |                                                                   |                                                                   |                                                                   |                                                                   |                                                                   |                                                                   |

## Historia
Hacia mediados del siglo XIX, el lugar tenía contabilizada una población de 241 habitantes. La localidad aparece descrita en el decimosegundo volumen del Diccionario geográfico-estadístico-histórico de España y sus posesiones de Ultramar de Pascual Madoz de la siguiente manera:

PEÑALÉN: v. con ayunt. en la prov. de Guadalajara (18 leg.), part. jud. de Molina (5), aud. terr. de Madrid (28), c. g. de Castilla la Nueva, dióc. verenullius, por pertenecer á la Encomienda de S. Juan. sit. en la ladera de un cerro que le resguarda de los vientos del O. y combatida en las demas direcciones; su clima es frio y las enfermedades mas comunes, dolores de costado y algunas pulmonias: tiene 70 casas; la consistorial con cárcel; escuela de instruccion primaria, frecuentada por 12 alumnos, cuyos padres pagan al maestro segun las respectivas clases en que aquellos se encuentran; un pozo de esquisitas aguas, de que se provee el vecindario; una igl. parr. (S. Juan Bautista) servida por un vicario de nombramiento de la Orden. térm.: confina con los de Zaorejas, Pobeda, Taravilla y Valsalobre; dentro de él se eucuentran muchas fuentes de buenas aguas, una mina de ocre fino y la ermita de Ntra. Sra. de las Torres. El terreno de sierra en su mayor parte, es frio y de mediana calidad; comprende en todas direcciones, buenos bosques, en su mayor parte de pinos, con algunas encinas; pasa por el confin del term. el r. Tajo, sobre el que hay dos pontones. caminos: los que dirigen á los pueblos limítrofes y á la cab. del part., todos de herradura y escabrosos como de sierras. correo: se recibe y despacha en Molina. prod.: cereales, patatas, leñas de combustible y carboneo, maderas de construccion y buenos pastos con los que se mantiene ganado lanar, cabrio y vacuno; abunda la caza de liebres, conejos, perdices, venados y corzos. ind.: la agrícola, recriacion de ganados y estraccion del ocre. comercio: esportacion de ocre, algun ganado y lana é importacion de los art. que faltan. pobl.: 68 vec., 241 alm. cap. prod.: 1.155.750 rs. imp.: 92.300. contr.: 5,229.
(Madoz, 1849, p. 784)

## Demografía
Peñalén cuenta con una población de 75 habitantes (INE 2024).
| Gráfica de evolución demográfica de Peñalén entre 1842 y 2021                                                       |
| |
| Población de derecho según los censos de población del INE Población de hecho según los censos de población del INE |

| 163           | 160 | 137 | 126 | 90 | 82 |
| (Fuente: INE) |     |     |     |    |    |

## Patrimonio
En la localidad hay una iglesia parroquial bajo la advocación de San Juan Bautista.